# Wiktor Iwanowitsch Sarianidi
Wiktor Iwanowitsch Sarianidi (russisch Виктор Иванович Сарианиди, wissenschaftliche Transliteration Viktor Ivanovič Sarianidi; auch als Viktor (Ivanovich) Sarianidi und Victor Sarianidi; * 23. September 1929 in Taschkent; † 23. Dezember 2013) war ein sowjetischer bzw. russischer Prähistoriker pontosgriechischer Abstammung.

## Leben
Viktor Sarianidi studierte an der Universität Taschkent Archäologie und schloss das Studium 1952 ab. Seit 1959 arbeitete er im Institut für Archäologie der Russischen Akademie der Wissenschaft. 1963 promovierte er über das Thema Landwirtschafttreibende Stämme Südostturkmeniens, 1976 erhielt er für die Arbeit Afghanistan in der Bronze- und der frühen Eisenzeit den Dozententitel.
Ab 1972 führte er Grabungen in Gonur Depe durch. Weltweite Bekanntheit erlangte er 1978 durch den Fund des baktrischen Goldschatzes von Tilla Tepe in Nordafghanistan, einer der bedeutendsten archäologischen Funde des 20. Jahrhunderts. Sarianidi entdeckte zusammen mit Nadeschda Dubowa ebenso die Spuren einer antiken Zivilisation, der sogenannten Oasenkultur in der Wüste Karakum.

## Schriften (Auswahl)
- Baktrisches Gold. Aus den Ausgrabungen der Nekropole von Tillja-Tepe in Nordafghanistan. Aurora-Kunstverlag, Leningrad 1985.
- Bactrian Gold. From the Excavations of the Tillya-Tepe Necropolis in Northern Afghanistan. Aurora Art Publishers, Leningrad 1985.
- Die Kunst des alten Afghanistan. Architektur, Keramik, Siegel, Kunstwerke aus Stein und Metall. VCH, Acta Humaniora, Weinheim 1986, ISBN 3-527-17561-X.
- Заглавие  Храм и некрополь Тиллятепе. Наука, Москва 1989, ISBN 5-02-009438-2.
- Soviet Excavations in Bactria. In: Giancarlo Ligabue, S. Salvatori (Hrsg.): Bactria. Venedig 1992, S. 107–134.